# Kamen Brjag
Kamen brjag (bulgariska:  Камен бряг) är en ort i Kavarna kommun, Bulgarien och ligger vid Svarta Havet.

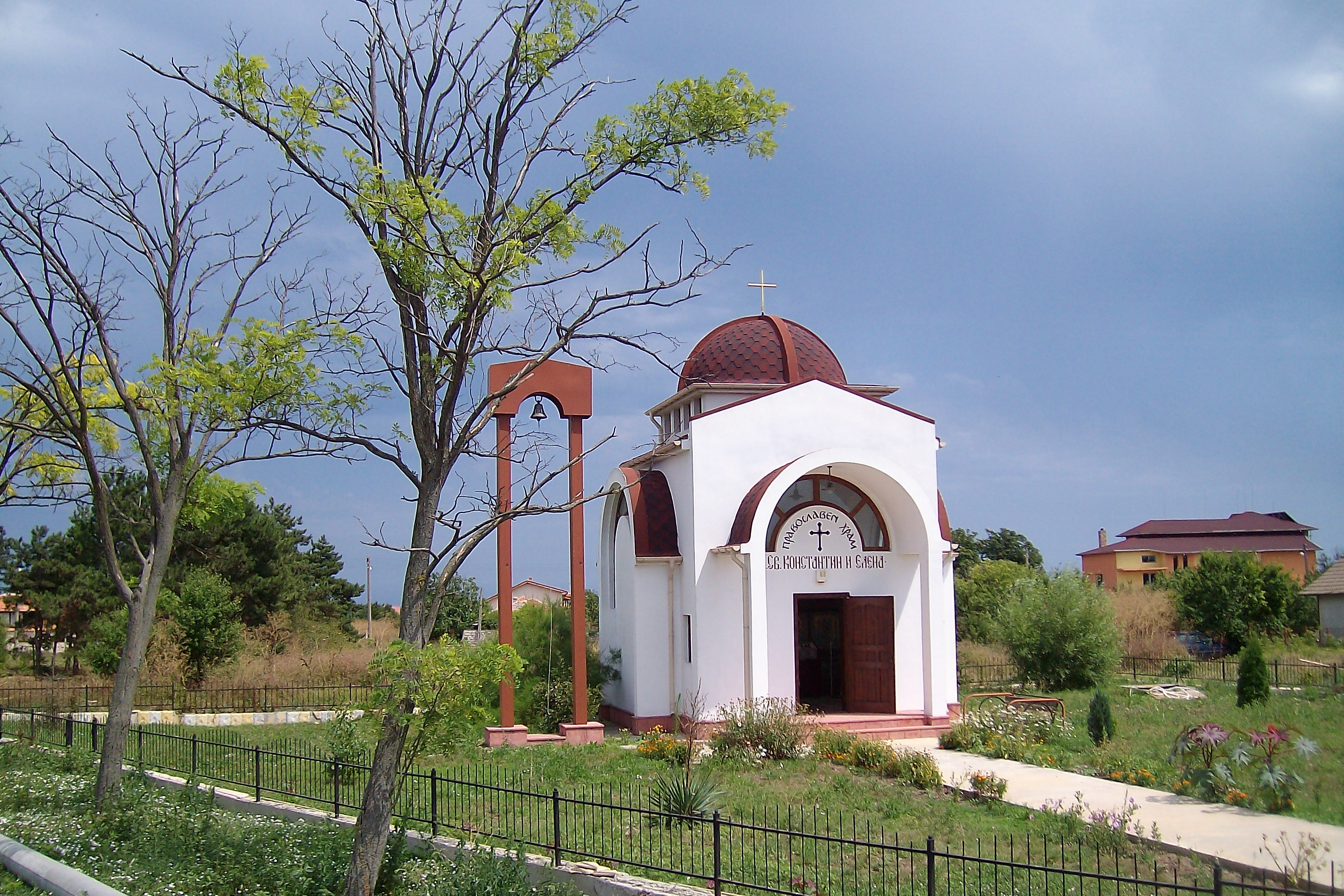
Kapellet i Kamen Brjag